# Samurai Jack: The Amulet of Time
Samurai Jack: The Amulet of Time est un jeu vidéo de type metroidvania développé par Virtucraft Studios et édité par Bam! Entertainment, sorti en 2003 sur Game Boy Advance.
Il est basé sur la série d'animation Samouraï Jack.

## Accueil
- Game Informer : 8/10[1]
- GamePro : 1,5/5[2]
- GameSpy : 3/5[3]
- GameZone : 5,5/10[4]
- IGN : 6/10[5]